# 陸軍運輸部
陸軍運輸部（りくぐんうんゆぶ）は、大日本帝国陸軍の機関の一つ。陸軍省の外局。陸軍の船舶および鉄道輸送を担当した。

## 概要
陸軍運輸部は1904年（明治37年）4月に台湾陸軍補給廠を改編して設置された。
台湾陸軍補給廠は、1896年（明治29年）3月に発足した臨時陸軍運輸通信部を前身としている。臨時陸軍運輸通信部は、日清戦争後に日本領となった台湾とその他の在外駐在部隊への軍需品などを船舶および鉄道によって供給することと、軍事通信を担当した組織である。本部を東京に、支部を宇品・威海衛・基隆に設置した。1897年（明治30年）11月、臨時陸軍運輸通信部と台湾陸軍糧飼部が廃止され、台湾陸軍補給廠に改編された。補給廠は台北に置かれ、陸軍大臣の監督下で在台湾陸軍への軍需品の供給と内地間と台湾海陸での輸送および台湾軽便鉄道を担当し、当分の間、威海衛と朝鮮に駐在する陸軍部隊への海上輸送を担った。内部組織として運輸部と倉庫部の二部を置き、支部を宇品・基隆・台中・台南に設置した。
1904年に発足した陸軍運輸部は、台湾と在外陸軍部隊への人馬物件の海上輸送、台湾軽便鉄道、戦時軍隊輸送用補助物件の整備保管を担当した。本部を宇品に置き、支部を門司・基隆・台中に設置した。
運輸部は、1906年（明治39年）6月に臨時陸軍似島検疫所を隷下とした。検疫所は広島県安芸郡仁保島村の似島に設置され、日露戦争従軍後に清国・韓国・台湾から帰還する船舶・人馬・物件の検疫・消毒を実施した。
1908年（明治41年）3月に陸軍運輸部条例が全面改正され、運輸部は新たに陸軍が所有・使用する汽船の管理と、船舶輸送に接続する鉄道輸送の業務を担うことになった。また、台中支部を廃止した。
1909年（明治42年）4月、陸軍運輸部条例が全面改正され、臨時陸軍似島検疫所を廃止し、運輸部の業務に関わる船舶と輸送する人馬等の検疫消毒が業務に追加された。また、門司・仁川・元山・大泊の各支部を廃止し釜山支部を新設し、基隆・大連・釜山の三支部となった。
1923年（大正12年）3月、陸軍運輸部条例が全面改正され「陸軍運輸部令」と改称された。この改正により、同年4月より本部長を部長と改称し、支部を出張所とした。1931年（昭和6年）現在の出張所は神戸・門司・釜山・大連・塘沽・基隆に設置されていた。
日中戦争開戦に伴い1937年（昭和12年）8月、第1船舶輸送司令部が動員され、運輸部長が司令官を兼務した。1940年（昭和15年）6月、第1船舶輸送司令部が復員し、船舶輸送司令部を臨時編成し、支部を大泊・小樽・東京・新潟・敦賀・大阪・神戸・門司・釜山・羅津・大連・高雄の12箇所に設置。同司令官を運輸部長が兼務し、運輸部が平時の業務を、船舶輸送司令部が戦時の業務を担当した。
1942年（昭和17年）7月、船舶輸送司令部を船舶司令部に改編した。
陸軍運輸部令は1945年（昭和20年）11月15日に廃止された。

## 沿革
- 1896年（明治29年）3月 - 臨時陸軍運輸通信部発足
- 1897年（明治30年）11月 - 臨時陸軍運輸通信部を台湾陸軍補給廠に改編。
- 1904年（明治37年）4月 - 台湾陸軍補給廠を改編し陸軍運輸部を設置。本部を宇品に、門司・基隆・台中に支部を置く。
- 1906年（明治39年）6月 - 臨時陸軍似島検疫所を所管。
- 1907年（明治40年）10月 - 大連・仁川・元山・コルサコフ（大泊）支部、神戸・小樽・太沽出張所を新設。基隆支部の安平・打狗出張所、仁川支部の安東県・鎮南浦・釜山出張所、元山支部の西湖津・清津出張所を新設。それぞれ9日に業務を開始[9]。
- 1908年（明治41年）3月 - 台中支部廃止。
- 1909年（明治42年）4月20日 - 門司・仁川・元山・大泊の各支部、小樽・安平・打狗・釜山・安東県・西湖津の各出張所を閉鎖。運輸部本部出張所を福岡県門司市に、釜山支部を韓国釜山に、同支部出張所を仁川・元山に新設[10]。
  - 4月30日 - 臨時陸軍似島検疫所を閉鎖[10]。
- 1912年（大正元年）
  - 9月10日 - 釜山支部仁川出張所を閉鎖[11]。
  - 12月1日 - 本部秦皇島派出所を秦皇島日本兵営内に設置し[12]、翌年3月10日に閉鎖[13]。
- 1913年（大正2年）
  - 10月1日 - 釜山支部に西湖津派出所を開設し事務を開始[14]。
  - 12月20日 - 本部秦皇島派出所を秦皇島日本兵営内に設置[15]。
- 1915年（大正4年）
  - 1月5日 - 本部臨時青島出張所を青島に設置[16]。
  - 1月6日 - 本部秦皇島派出所を秦皇島に設置[16]。
- 1918年（大正7年）12月27日 - 本部秦皇島派出所を秦皇島に設置[17]。
- 1923年（大正12年）4月 - 本部長を部長と改称。支部を廃止し出張所とする。
- 1937年（昭和12年）8月 - 第1船舶輸送司令部を動員。運輸部長が司令官を兼務。
- 1940年（昭和15年）6月 - 第1船舶輸送司令部が復員し、船舶輸送司令部を臨時編成。支部を大泊・小樽・東京・新潟・敦賀・大阪・神戸・門司・釜山・羅津・大連・高雄の12箇所に設置。同司令官を運輸部長が兼務。
- 1942年（昭和17年）7月 - 船舶輸送司令部を船舶司令部に改編。
- 1945年（昭和20年）11月 - 陸軍運輸部廃止

## 歴代部長
運輸部本部長
- 大久保徳明 工兵大佐：1904年4月1日 - 1906年7月6日
- 加藤政義 工兵大佐：1906年7月11日 -
- 千秋直之 工兵大佐：1909年8月1日 - 1912年8月3日
- 篠田金 工兵大佐：1912年8月3日 - 1914年8月8日
- 川人潔太郎 工兵大佐：1914年8月10日 -  1916年8月18日
- 井上幾太郎 少将：1916年8月18日 - 1918年1月16日
- 谷田繁太郎 少将：1918年1月18日 -
- 岡野友次郎 少将：1919年4月12日 - 1920年8月10日[18]
- 庄田藤治 少将：1920年8月10日 - 1922年8月15日[19]
- 川瀬亨 少将：1922年8月15日 - 1923年4月1日

運輸部長
- 川瀬亨 少将：1923年4月1日 -
- 福井策三 中将：1924年2月4日 -
- 鳴滝紫麿 中将：1925年5月1日 -
- 赤井春海 中将：1926年3月2日 -
- 木原清 中将：1927年7月26日 -
- 広瀬寿助 中将：1930年8月1日 -
- 蒲穆 中将：1931年8月1日 -
- 沖直道 少将：1932年4月11日 -
- 三宅光治 中将：1932年6月7日 -
- 松田巻平 少将：1935年3月15日 - ※兼第1船舶輸送司令官（1937年7月30日 -）
- 田尻昌次 中将：1938年3月1日 - ※兼第1船舶輸送司令官
- 上月良夫 中将：1940年3月9日 - ※兼第1船舶輸送司令官（- 1940年6月8日）・兼船舶輸送司令官
- 佐伯文郎 少将：1940年9月28日 - ※兼船舶輸送司令官（- 1942年7月9日）・兼船舶司令官
- 鈴木宗作 中将：1943年4月8日 - ※兼船舶司令官
- 佐伯文郎 中将：1944年7月28日 - ※兼船舶司令官